# ミシェル・ゴンドリー
ミシェル・ゴンドリー（Michel Gondry, 1963年5月8日 - ）は、フランスの映画監督・脚本家・映像作家。ヴェルサイユ出身。

## 来歴
フランスのロックバンドOui Oui（自らもドラマーとして在籍していた）のミュージック・ビデオを手掛けてキャリアを始める。1993年に発表したビョークの「ヒューマン・ビヘイビア」のミュージック・ビデオが評判になり、以来ビョークのビデオクリップを多数製作。その他、カイリー・ミノーグ、ザ・ローリング・ストーンズ、ケミカル・ブラザーズ、レディオヘッド、ホワイト・ストライプス等を手がける。
リーバイス、GAP、コカ・コーラ、ナイキなどのテレビコマーシャルも手がけ、数々の賞を受賞。
2004年公開の『エターナル・サンシャイン』でチャーリー・カウフマン、ピエール・ビスマスと共にアカデミー脚本賞を受賞。
ダフト・パンクのAround the worldやケミカル・ブラザーズのStar Guitar等、彼のミュージック・ビデオ作品は、アイデアはシンプルであっても、映像が音に見事にリンクしており、ミュージック・ビデオとしての完成度が非常に高いものが多い。カイリー・ミノーグのCome into my worldのビデオでは街中をぐるぐる往復するカイリーや街の人々がどんどん増殖する内容が高い評価を受けた。

## フィルモグラフィー

### 長編
- ヒューマン・ネイチュア Human Nature (2001) 監督
- エターナル・サンシャイン Eternal Sunshine of the Spotless Mind (2004) 監督・原案
- ブロックパーティー Dave Chapell's Block Party (2004) ドキュメンタリー、監督・製作
- 恋愛睡眠のすすめ La Science des rêves (2006) 監督・脚本
- 僕らのミライへ逆回転 Be Kind Rewind (2008) 監督・脚本
- グリーン・ホーネット The Green Hornet  (2011) 監督
- ウィ・アンド・アイ The We and the I (2012) 監督・脚本
- ムード・インディゴ うたかたの日々 L'Écume des jours (2013) 監督・脚本
- グッバイ、サマー Microbe et Gasoil (2015) 監督・脚本

### 短編
- One Day... (2001) 監督・脚本
- La Lettre (2001) 監督・脚本
- Pecan Pie (2003) ビデオ映画、監督・脚本
- TOKYO! Tokyo! (2008) オムニバス映画、「インテリア・デザイン」を監督・脚本

## ミュージック・ビデオ作品
- ザ・ヴァインズ Winning Days (2005),Ride (2005)
- カニエ・ウエスト Heard 'Em Say (2005)
- カイリー・ミノーグ Come into my world (2002)
- ケミカル・ブラザーズLet Forever Be (1999),Star Guitar (2002)
- コーディ・チェズナット King of the Game (2006)
- シェリル・クロウ A Change Would Do You Good (1997)
- シネイド・オコナー Fire On Babylon (1994)
- スティーナ・ノルデンスタム Little Star (1994)
- ステリオグラム Walkie Talkie Man (2004)
- ダフト・パンク Around The World (1997)
- チボ・マット Sugar Water (1996)
- デヴェンドラ・バンハート A Ribbon (2005)
- テレンス・トレント・ダービー She Kissed Me (1995)
- トーマス・ドルビー Close But No Cigar (1993)
- ドナルド・フェイゲン Snowbound (1993)
- ネナ・チェリー Feel It (1997)
- ノワール・デジール A l'envers à l'endroit (2002)
- ビョーク Human Behaviour (1993),Army Of Me (1995),Isobel (1995),Hyperballad (1996),Jóga (1997),Bachelorette (1997),Declare Independence (2007)
- フー・ファイターズ Everlong (1997)
- ブラック・クロウズ High Head Blues (1995)
- ベック Deadweight (1997),Cellphone's Dead (2006)
- ベリンダ・カーライル It's Too Real (Big Scary Animal) (1993)
- ホットハウス・フラワーズ This is it (Your Soul) (1993)
- ワイクリフ・ジョン Another One Bites The Dust (1998)
- ポリフォニック・スプリー Light & Day (2004)
- ポール・マッカートニーdance tonight (2007)
- ホワイト・ストライプス Fell in Love With a Girl (2002),Dead Leaves and the Dirty Ground (2002),The Hardest Button to Button (2003),The Denial Twist (2005)
- マッシヴ・アタック Protection (1995)
- レディオヘッド Knives Out (2001)
- レニー・クラヴィッツ Believe (1993)
- ザ・ローリング・ストーンズ Like A Rolling Stone (1996),Gimme Shelter (1998)
- ロベール Les jupes (1993)

## 関連文献
- アーティスト自身による自画絶賛/tokyowise